# Volîțea, Sambir
Volîțea (în ucraineană Волиця) este un sat în comuna Volea-Branețka din raionul Sambir, regiunea Liov, Ucraina.

## Demografie
Componența lingvistică a localității Volîțea
     Ucraineană (100%)
Conform recensământului din 2001, toată populația localității Volîțea era vorbitoare de ucraineană (100%).